# Retkovec Svibovečki
Retkovec Svibovečki is een plaats in de gemeente Varaždinske Toplice in de Kroatische provincie Varaždin. De plaats telt 28 inwoners (2001).